# Alessandro Calcaterra
Pour les articles homonymes, voir Calcaterra.
Alessandro Calcaterra (né le 26 mai 1975 à Civitavecchia) est un joueur de water-polo italien, évoluant comme avant-centre de la Rome Vis Nova.
C'est le frère de Roberto Calcaterra. Il remporte la médaille de bronze à Atlanta en 1996.